# Saint-Augustin-de-Desmaures
Saint-Augustin-de-Desmaures ist eine Stadt im Süden der kanadischen Provinz Québec. Sie liegt in der Verwaltungsregion Capitale-Nationale, 23 km westlich des Zentrums der Provinzhauptstadt Québec. Die Stadt ist Teil der Agglomeration Québec, hat eine Fläche von 85,87 km² und zählt 18.820 Einwohner (Stand: 2016). Von 2002 bis 2006 war Saint-Augustin-de-Desmaures ein Stadtteil von Québec.

## Geographie
Saint-Augustin-de-Desmaures liegt am nördlichen Ufer des Sankt-Lorenz-Stroms. Der mehr als 12 km lange Uferbereich ist jedoch nicht überbaut. Auf einer Länge von fast 10 km steht er unter Naturschutz und wird maßgeblich von den Auswirkungen der Gezeiten beeinflusst. Dem Ufer entlang zieht sich ein mehrere Dutzend Meter hoher Steilhang. Die Bebauung konzentriert sich auf die nördlich des Steilhangs gelegene, weitläufige Ebene. Begrenzt wird diese im Osten durch den Lac Saint-Augustin, einen 2,3 km langen und 300 m breiten See. Ganz im Norden des Stadtgebiets erheben sich Ausläufer der Laurentinischen Berge.
Nachbargemeinden sind Sainte-Catherine-de-la-Jacques-Cartier im Norden, Québec im Osten, Lévis im Süden (auf der gegenüberliegenden Seite des Sankt-Lorenz-Stroms), Neuville im Westen und Pont-Rouge im Nordwesten.

## Geschichte

Stadtwappen

1647 erhielten die Brüder Jean Juchereau de Maur und Noël Juchereau Deschatelets die Seigneurie westlich des Rivière du Cap Rouge zugesprochen. Sie stammten aus La Ferté-Vidame, in dessen Nähe sich der Wallfahrtsort Saint-Maur befindet. 1691 wurde die Pfarrei Saint-Augustin gegründet, als die Seigneurie im Besitz des ehemaligen Gouverneurs Augustin de Saffray de Mézy war. Der erste Teil des Ortsnamens bezieht sich somit auf ihn, aber auch auf den Heiligen Augustinus von Hippo; der Zusatz Desmaures entwickelte sich aus dem Familiennamen de Maur. Mit dem 1737 fertiggestellten Chemin du Roy bestand erstmals eine Straßenverbindung mit den Städten Québec und Montreal. Ein Jahr nach der Aufhebung der Grundherrschaft erfolgte 1855 die Gründung der Gemeinde. Der Autobahnbau und die Einrichtung eines ausgedehnten Industrieparks führte ab den 1970er Jahren zu einer markanten Bevölkerungszunahme.
Die Provinzregierung ordnete die Fusion von Saint-Augustin und anderen Gemeinden mit der Stadt Québec an, die am 1. Januar 2002 in Kraft trat. Saint-Augustin war nun Teil des Arrondissements Laurentien der Stadt Québec. Dieses Vorgehen stieß in der Bevölkerung auf großen Widerstand. Bei einem Referendum am 20. Januar 2004 sprachen sich 61,8 % der Abstimmenden für die Trennung aus, wobei das benötigte Quorum von 35 % Ja-Stimmen sämtlicher Stimmberechtigten jedoch nur knapp überschritten wurde. Die Gemeinde wurde am 1. Januar 2006 neu gegründet und erhielt gleichzeitig den Stadtstatus, musste aber einige Kompetenzen an den Gemeindeverband der Agglomeration Québec abtreten. Ebenso gehört sie seither zum Zweckverband Communauté métropolitaine de Québec.

## Bevölkerung
Gemäß der Volkszählung 2011 zählte Saint-Augustin-de-Desmaures 18.141 Einwohner, was einer Bevölkerungsdichte von 211,5 Einw./km² entspricht. 96,6 % der Bevölkerung gaben Französisch als Hauptsprache an, der Anteil des Englischen betrug 1,5 %. Als zweisprachig (Französisch und Englisch) bezeichneten sich 0,4 %, auf andere Sprachen und Mehrfachantworten entfielen 1,5 %. Ausschließlich Französisch sprachen 54,8 %. Im Jahr 2001 waren 93,6 % der Bevölkerung römisch-katholisch, 1,4 % protestantisch und 4,8 % konfessionslos.

## Verkehr
Durch das Stadtgebiet führt die Autoroute 40, die Autobahn zwischen den Städten Québec und Montreal. Die Route 138, eine überregionale Hauptstraße, verbindet diese beiden Städte ebenfalls. Es gibt zwei Bahnlinien in Richtung Montreal und La Tuque, die jedoch dem Güterverkehr vorbehalten sind. Mehrere Buslinien der Gesellschaft Réseau de transport de la Capitale erschließen das Stadtgebiet.

## Städtepartnerschaften
Saint-Augustin pflegt Partnerschaften mit Chauray (seit 1990) und La Ferté-Saint-Aubin  (seit 1996) in Frankreich, mit Trois-Rivières auf Guadeloupe (seit 2008) und mit der deutschen Gemeinde Schöffengrund in Hessen (seit 2006).

## Persönlichkeiten
- Marcel Juneau (1943–2018), Romanist, Lexikograf und Hochschullehrer, geboren in Saint-Augustin-de-Desmaures
- Jacquelin Rochette (* 1955), Organist und Orgelbauer
- Alex Chiasson (* 1990), Eishockeyspieler, aufgewachsen in Saint-Augustin-de-Desmaures
- Ema Zajmović (* 1990), Pokerspielerin, aufgewachsen in Saint-Augustin-de-Desmaures
- Maxime Lagacé (* 1993), Eishockeyspieler, geboren in Saint-Augustin-de-Desmaures